# Ehecatotontli
Los Ehecatotontli fueron, (llamados también Ehecatotontin) en la mitología azteca, las personificaciones de los vientos, los incontables hijos del dios Ehecatl, el dios del viento. que a su vez eran hermanos de los llamados Mictlanpachecatl (el viento de Norte), Cihuatecayotl (el viento del Oeste), Tlalocayotl (el viento del Este), Vitztlampaehecatl (el viento del Sur).